# Яновский, Пётр Фёдорович
Пётр Фёдорович Яновский (бел.  Пётр Фёдаравіч Яноўскі; 20 января 1933, Свислочь, Осиповичский район, Могилёвская область, БССР — 21 ноября 2019, Бобруйск, Белоруссия) — советский и белорусский тренер по гребле на байдарках и каноэ. Заслуженный тренер БССР, почётный гражданин Бобруйска.

## Биография
Родился 20 января 1933 года в деревне Свислочь БССР. В 1967 году окончил Белорусский государственный институт физической культуры. Неоднократно побеждал на чемпионатах Белоруссии в разных видах спорта, был призёром Спартакиады народов СССР и чемпионата Советского Союза.
В 1967 году стал тренером по гребле в ДЮСШ № 1 города Бобруйска. С 1986 года работал в должности тренера-преподавателя по гребле на байдарках и каноэ в Бобруйском государственное училище олимпийского резерва.
В 1985 году был удостоен почётного звания «Заслуженный тренер БССР». Мастер спорта СССР по гребле, лыжному спорту и биатлону, почётный мастер спорта СССР, мастер спорта СССР международного класса по гребле.
Воспитанники П. Ф. Яновского успешно выступали на соревнованиях различных масштабов. В 2004 году на Олимпийских играх в Афинах принимали участие воспитанники тренера Александр Жуковский, занявший четвёртое место (каноэ-одиночка), и Александр Богданович, занявший шестое (каноэ-двойка).
Братья Богдановичи (Андрей и Александр) в каноэ-двойке на дистанции 1000 метров стали чемпионами Олимпийских игр в Пекине в 2008 году, на дистанции 500 м заняли четвёртое место, а Александр Жуковский на дистанциях 1000 м и 500 м в каноэ-одиночке ― пятое место.
В 2012 году братья Александр и Андрей Богдановичи стали победителями этапа Кубка мира в каноэ-двойке на дистанции 500 метров, бронзовыми призёрами чемпионата Европы в каноэ-двойке на дистанции 1000 м, серебряными призёрами Олимпийских игр в Лондоне в 2012 году в каноэ-двойке на дистанции 1000 м.
В 2013 году Максим Петров, также воспитанник Яновского, стал победителем Кубка республики Беларусь на дистанции 1000 м и финалистом этапов Кубка мира в Венгрии (шестое место) и в Чехии (четвёртое место). Евгений Кукса представлял Белоруссию на Всемирной Универсиаде в Казани.
Награждён Почетными грамотами Министерства просвещения БССР и ВЦСПС, юбилейной медалью «За доблестный труд», медалью «Ветеран труда», орденом Трудового Красного Знамени, а также орденом Почёта.
В июне 2013 года ему было присвоено звание «Почетный гражданин города Бобруйска».
Работал в спортивной школе, несмотря на плачевные условия для тренировок.